# Top Model (Ba Lan mùa 5)
Mùa thứ năm của Top Model được dựa trên chương trình America's Next Top Model của Tyra Banks, các thí sinh Ba Lan cạnh tranh với nhau trong một loạt các thử thách để xác định ai sẽ giành được danh hiệu Top Model Ba Lan tiếp theo.
Joanna Krupa cũng là giám khảo chính, và trở lại làm người dẫn chương trình mùa thứ năm. Các giám khảo khác bao gồm nhà thiết kế thời trang Dawid Woliński, đạo diễn chương trình thời trang Kasia Sokołowska và nhiếp ảnh gia Marcin Tyszka. Đây là mùa thứ hai của chương trình có sự góp mặt của các thí sinh nam như mùa 4.
Giải thưởng của mùa này gồm một hợp đồng với Avant Models, lên ảnh bìa bìa tạp chí Glamour Ba Lan và giải thưởng tiền mặt trị giá 100.000zł.
Điểm đến quốc tế cho mùa này là Tel Aviv, Thành phố Hồ Chí Minh, Cần Thơ và Lanzarote. Mùa bắt đầu phát sóng vào ngày 7 tháng 9 năm 2015.
Người chiến thắng trong cuộc thi là Radek Pestka, 19 tuổi, đến từ Rumia. Anh còn là quán quân nam đầu tiên của chương trình.

## Các thí sinh
(Tuổi tính từ ngày dự thi)
| Thí sinh | Thí sinh                 | Tuổi | Chiều cao               | Quê quán     | Bị loại ở | Hạng              |
| -------- | ------------------------ | ---- | ----------------------- | ------------ | --------- | ----------------- |
|          | Justyna Łopian           | 18   | 1,73 m (5 ft 8 in)      | Bytom        | Tập 4     | 14                |
|          | Jagoda Judzińska         | 26   | 1,73 m (5 ft 8 in)      | Sandomierz   | Tập 5     | 13                |
|          | Ola Ławnik-Sadkowska     | 18   | 1,75 m (5 ft 9 in)      | Warszawa     | Tập 6     | 12–11             |
|          | Sebastian Zawiliński     | 22   | 1,93 m (6 ft 4 in)      | Warszawa     | Tập 6     | 12–11             |
|          | Michael Mikołajczuk      | 22   | 1,86 m (6 ft 1 in)      | Żary         | Tập 7     | 10                |
|          | Natalia Gulkowska        | 21   | 1,74 m (5 ft 8+1⁄2 in)  | Warszawa     | Tập 9     | 9 (dừng cuộc thi) |
|          | Andre Whyte              | 27   | 1,80 m (5 ft 11 in)     | Warszawa     | Tập 10    | 8–7               |
|          | Kamila Ibrom             | 19   | 1,80 m (5 ft 11 in)     | Ruda Śląska  | Tập 10    | 8–7               |
|          | Samuel Kowalski          | 22   | 1,86 m (6 ft 1 in)      | Starachowice | Tập 11    | 6                 |
|          | Karolina Gilon           | 25   | 1,81 m (5 ft 11+1⁄2 in) | Mrągowo      | Tập 12    | 5–4               |
|          | Magda Stępień-Kolesnikow | 24   | 1,75 m (5 ft 9 in)      | Wrocław      | Tập 12    | 5–4               |
|          | Jakob Kosel              | 22   | 1,92 m (6 ft 3+1⁄2 in)  | Częstochowa  | Tập 13    | 3                 |
|          | Karolina Pisarek         | 17   | 1,75 m (5 ft 9 in)      | Szczecinek   | Tập 13    | 2                 |
|          | Radek Pestka             | 19   | 1,85 m (6 ft 1 in)      | Rumia        | Tập 13    | 1                 |

## Thứ tự gọi tên
| Thứ tự | Tập         | Tập         | Tập         | Tập           | Tập         | Tập         | Tập         | Tập          | Tập         | Tập               | Tập         | Tập         | Tập | Tập |
| Thứ tự | 3           | 4           | 5           | 6             | 7           | 8           | 9           | 10           | 11          | 12                | 13          | 13          |     |     |
| ------ | ----------- | ----------- | ----------- | ------------- | ----------- | ----------- | ----------- | ------------ | ----------- | ----------------- | ----------- | ----------- | --- | --- |
| 1      | Kamila      | Jakob       | Radek       | Natalia       | Andre       | Magda Jakob | Radek       | Karolina P.  | Karolina P. | Jakob             | Radek       | Radek       |     |     |
| 2      | Jagoda      | Radek       | Magda       | Magda         | Natalia     | Magda Jakob | Samuel      | Jakob        | Jakob       | Karolina P.       | Karolina P. | Karolina P. |     |     |
| 3      | Karolina G. | Karolina P. | Natalia     | Karolina P.   | Karolina G. | Karolina P. | Jakob       | Samuel       | Karolina G. | Radek             | Jakob       |             |     |     |
| 4      | Magda       | Sebastian   | Jakob       | Karolina G.   | Radek       | Samuel      | Andre       | Karolina G.  | Magda       | Karolina G. Magda |             |             |     |     |
| 5      | Justyna     | Andre       | Andre       | Kamila        | Magda       | Kamila      | Karolina G. | Radek        | Radek       | Karolina G. Magda |             |             |     |     |
| 6      | Andre       | Ola         | Karolina P. | Andre         | Karolina P. | Andre       | Kamila      | Magda        | Samuel      |                   |             |             |     |     |
| 7      | Natalia     | Jagoda      | Karolina G. | Michael       | Kamila      | Karolina G. | Karolina P. | Andre Kamila |             |                   |             |             |     |     |
| 8      | Radek       | Magda       | Kamila      | Radek         | Jakob       | Radek       | Natalia     | Andre Kamila |             |                   |             |             |     |     |
| 9      | Michael     | Samuel      | Michael     | Samuel        | Samuel      | Natalia     | Magda       |              |             |                   |             |             |     |     |
| 10     | Karolina P. | Natalia     | Samuel      | Jakob         | Michael     |             |             |              |             |                   |             |             |     |     |
| 11     | Sebastian   | Karolina G. | Sebastian   | Ola Sebastian |             |             |             |              |             |                   |             |             |     |     |
| 12     | Samuel      | Michael     | Ola         | Ola Sebastian |             |             |             |              |             |                   |             |             |     |     |
| 13     | Jakob       | Kamila      | Jagoda      |               |             |             |             |              |             |                   |             |             |     |     |
| 14     | Ola         | Justyna     |             |               |             |             |             |              |             |                   |             |             |     |     |

     Thí sinh bị loại
     Thí sinh được miễn loại
     Thí sinh ban đầu bị loại, nhưng đã được cứu
     Thí sinh bỏ cuộc thi
     Thí sinh chiến thắng cuộc thi
- Các tập 1, 2 và 3 là tập casting. Trong tập 3, nhóm thí sinh bán kết được giảm xuống 14 thí sinh cuối cùng chuyển sang cuộc thi chính.
- Các tập 6, 10 và 12 có loại trừ kép với ba thí sinh đứng cuối bảng.
- Trong các tập 6 và 7, thí sinh thể hiện tốt nhất từ mỗi cặp trong buổi chụp ảnh sẽ được miễn loại ở phòng đánh giá.
- Trong tập 4, Joanna tiết lộ rằng cố vấn Michał Pirog sẽ được trao cơ hội để cứu một thí sinh khỏi việc loại bỏ bất cứ lúc nào trong cuộc thi.
- Trong tập 8, Magda và Jakob nhận được bức ảnh đẹp nhất như một cặp. Cả hai được yêu cầu quyết định ai là người thể hiện tốt hơn và họ đồng ý đó là Magda. Natalia ban đầu bị loại khi cô rơi vào cuối bảng với Radek, nhưng Michał quyết định cứu cô khỏi việc bị loại.
- Trong tập 9, Magda ban đầu bị loại khi cô rơi vào cuối bảng với Natalia. Khi Natalia quyết định dừng cuộc thi, Magda được phép ở lại cuộc thi.

### Buổi chụp hình
- Tập 3: Những kiểu người ở bên hồ (casting)
- Tập 4: Phong cách quân đội 1950 với dù nhảy
- Tập 5: Đồ lót với côn trùng hoặc Khỏa thân trong hình khối
- Tập 6: Tình yêu giữa sống và chết theo cặp
- Tập 7: Thời trang trong môn thể thao
- Tập 8: Áo tắm ở Biển Chết theo cặp
- Tập 9: Tạo dáng những tấm ảnh thời thơ ấu
- Tập 10: Khỏa thân và bị bao phủ mật ong và bột lên người
- Tập 11: Tạo dáng với mũ trái cây và khỉ trong rừng ngập mặn
- Tập 12: Tạo dáng trên chợ nổi Cần Thơ
- Tập 13: Ảnh bìa tạp chí Glamour ở Lanzarote; Ảnh quảng cáo cho APART với trẻ con